# 자매와 수병
《자매와 수병》(Two Girls And A Sailor)은 미국에서 제작된 리처드 소프 감독의 1944년 뮤지컬, 코미디, 멜로/로맨스 영화이다. 준 앨리슨 등이 주연으로 출연하였고 조 패스터넉 등이 제작에 참여하였다.

## 출연

### 주연
- 준 앨리슨
- 글로리아 드헤븐

### 조연
- 밴 존슨
- 톰 드레이크
- 헨리 스테펀슨
- 헨리 오닐
- 벤 블루
- 도널드 믹
- 호세 이투르비
- 지미 듀랜트
- 그레이시 앨런
- 레나 혼
- 버지니아 오브라이언
- 리 와일드
- 린 와일드
- 자비에 쿠거 앤 히스 오케스트라
- 리너 로메이
- 프랭크 젠크스
- 자비에 쿠거
- 버스터 키튼
- 리 베넷
- 카린 부스
- 루스 체링턴
- 프레드 코비
- 나탈리 드래퍼
- 도로시 포드
- 윌리엄 프램비스
- 에바 가드너
- 찰스 헤이즈
- 에일린 얀센
- 쉘던 젯
- 에디 케인
- 토머스 로든
- 윌버 맥
- 페기 말리
- 메이 맥애보이
- 톰 맥가이어
- 해롤드 밀러
- 에드먼드 모티머
- 레오 모스토보이
- 다이아나 멈비
- 지지 페로
- 래리 스티어스
- 프랭크 설리
- 아서 월쉬
- 앨런 왓슨
- 둘즈 위버
- 이브 휘트니
- 케이 윌리엄스
- 플로렌스 윅스
- 조 율

## 기타
- 세트: 에드윈 B. 윌리스
- 의상: 아이린